# بيتي كودي
بيتي كودي (بالإنجليزية: Betty Cody)‏ هي مغنية وكاتبة غنائية أمريكية، ولدت في 17 أغسطس 1921 في شيربروك في كندا، وتوفيت في 1 يوليو 2014 في لويستون في الولايات المتحدة.